# Список об'єктів Світової спадщини ЮНЕСКО в Гамбії
В списку об'єктів Світової спадщини ЮНЕСКО у Гамбії налічується 2 найменування (станом на 2015 рік).
| № | Зображення | Назва                                                                                         | Місцеположення                              | Час створення | Час внесення до списку | №                                                   | Критерії |
| - | ---------- | --------------------------------------------------------------------------------------------- | ------------------------------------------- | ------------- | ---------------------- | --------------------------------------------------- | -------- |
| 1 |            | Острів Джеймс та пов'язані з ним визначні місця (англ. Kunta Kinteh Island and Related Sites) | округ Банжул                                | —             | 2003                   | 761 [Архівовано 24 грудня 2018 у Wayback Machine.]  | iii, vi  |
| 2 |            | Кільця каменів-мегалітів в Сенегамбії (англ. Stone Circles of Senegambia)                     | округ Центральна Річка, спільно з Сенегалом | —             | 2006                   | 1226 [Архівовано 24 грудня 2018 у Wayback Machine.] | i, iii   |